# Thomas Aquinas Lephonse
Thomas Aquinas Lephonse (ur. 6 marca 1953 w Pillaithope) – indyjski duchowny rzymskokatolicki, od 2002 biskup Coimbatore.

## Życiorys
Święcenia kapłańskie otrzymał 22 maja 1980 i został inkardynowany do diecezji Vellore. Doktoryzował się z prawa kanonicznego na Katolickim Uniwersytecie w Lowanium. Był m.in. rektorem niższego seminarium w Pathiavaram (1986), profesorem seminarium w Poonamallee (1987, 1993-1997), a także wikariuszem generalnym diecezji (1997-1999).
10 lipca 2002 został mianowany przez papieża Jana Pawła II biskupem Coimbatore. Sakry biskupiej udzielił mu 28 sierpnia tegoż roku jego poprzednik, bp Ambrose Mathalaimuthu.